# 馬亞克 (波克羅夫西克區)
48°3′16″N 36°23′46″E / 48.05444°N 36.39611°E
馬亞克（烏克蘭語：Маяк），是烏克蘭的村落，位於該國中部第聶伯羅彼得羅夫斯克州，由波克羅夫西克區負責管轄，距離基里奇科韋、克里沃博科韋和奧爾利1公里，海拔高度157米，2001年人口93。